# Груберт, Наум Хаймович
Наум Хаймович Груберт (латыш. Naums Grūberts; род. 25 февраля 1951, Рига) — латвийско-нидерландский пианист. Брат скрипача Ильи Груберта.
Учился в Рижской консерватории, затем совершенствовал своё мастерство в Москве под руководством Теодора Гутмана. В 1977 г. разделил второе место на Монреальском международном конкурсе исполнителей, в 1978 г. получил шестую премию Международного конкурса имени П. И. Чайковского одновременно с победой своего брата в скрипичной номинации.
В 1983 г. Груберт эмигрировал из СССР и обосновался в Нидерландах, преподавая в Амстердамской и Гаагской консерваториях. Наряду с педагогической деятельностью он концертирует в разных странах Европы. Записал фортепианные сонаты Франца Шуберта и его же вокальный цикл «Зимний путь» (с певцом Робертом Холлом), а также произведения Ференца Листа, Модеста Мусоргского, Сергея Рахманинова.